# Юзеф Йоахім Коморовський
 Юзеф Йоахим Коморовський (бл. 1735 — 1800) — польський шляхтич, урядник, військовик, державний діяч. Представник роду Коморовських гербу Корчак Підписувався «граф на Ліптові й Ораві».

## Життєпис
Народжений близько 1735 року. Батько — холмський каштелян Іґнацій Коморовський. Мати — дружина батька Катажина з Радецьких.
Посади (уряди): любачівський (з 9 листопада 1782) і белзький (з 6 червня 1783) каштелян. Дідич містечка Устя-Зелене і прилеглих сіл (зокрема, Лука, Межигір'я, нині Монастириського району), які набув у 1768 чи 1769 роках за 760 000 злотих польських від Пелагеї Потоцької — вдови львівського каштеляна Юзефа Потоцького. Кавалер орденів святого Станіслава й Білого Орла.

### Сім'я
Дружина — Гелена Анеля Конкордія Мілевська (пол. Helena Aniela Konkordia Milewska, 1741—1814), шлюб уклали, коли їй було 13. Діти:
- Вінцентій Юзеф
- Кунеґунда — дружина Яна Вінцентія Бонковського, посідачка Устя-Зеленого[4].